# Фронтера-Идальго (муниципалитет)
Фронтера-Идальго (исп. Frontera Hidalgo) — муниципалитет в Мексике, штат Чьяпас, с административным центром в одноимённом посёлке. Численность населения, по данным переписи 2020 года, составила 14 556 человек.

## Общие сведения
Название муниципалитета составное: Frontera (с исп. — «граница») дано по находящейся здесь границе с Гватемалой, а Hidalgo дано в честь национального героя Мигеля Идальго.
Площадь муниципалитета равна 94 км², что составляет 0,1 % от площади штата, а наиболее высоко расположенное поселение Тешкальтик, находится на высоте 70 метров.
Он граничит с другими муниципалитетами Чьяпаса: на севере с Тустла-Чико и Метапой, на юге с Сучьяте, на западе с Тапачулой, а на востоке проходит государственная граница с Республикой Гватемала.

## Учреждение и состав
Муниципалитет был образован 21 августа 1929 года, по данным 2020 года в его состав входит 15 населённых пунктов, самые крупные из которых:
| Код INEGI                  | Населённый пункт                                                                                  | Численность населения (2005 год) | Численность населения (2010 год) | Численность населения (2020 год) |
| -------------------------- | ------------------------------------------------------------------------------------------------- | -------------------------------- | -------------------------------- | -------------------------------- |
| 035                        | Всего                                                                                             | 10902                            | 12665                            | 14556                            |
| 0001                       | Фронтера-Идальго (исп. Frontera Hidalgo) 14°46′40″ с. ш. 92°10′34″ з. д. (административный центр) | 3375                             | 3519                             | 3891                             |
| 0099                       | Игнасио-Сарагоса (исп. Ignacio Zaragoza) 14°44′23″ с. ш. 92°10′10″ з. д.                          | 2067                             | 2464                             | 2893                             |
| 0089                       | Тескальтик (исп. Texcaltic) 14°47′22″ с. ш. 92°11′17″ з. д.                                       | 1448                             | 1743                             | 2169                             |
| 0030                       | Фронтера-Идальго-2 (исп. Frontera Hidalgo) 14°44′24″ с. ш. 92°11′07″ з. д.                        | 508                              | 927                              | 998                              |
| 0057                       | Побладо-Франсиско-Мадеро (исп. Poblado Francisco I. Madero) 14°44′57″ с. ш. 92°12′01″ з. д.       | 665                              | 742                              | 925                              |
| 0076                       | Кантон-Санта-Крус (исп. Cantón Santa Cruz) 14°46′03″ с. ш. 92°12′01″ з. д.                        | 443                              | 547                              | 640                              |
| 0029                       | Эхидо-Франсиско-Мадеро (исп. Ejido Francisco I. Madero) 14°43′31″ с. ш. 92°12′04″ з. д.           | 404                              | 568                              | 590                              |
| —                          | Прочие                                                                                            | 1986                             | 2155                             | 2450                             |
| Названия на карте Генштаба |                                                                                                   |                                  |                                  |                                  |

## Экономическая деятельность
По статистическим данным 2000 года, работоспособное население занято по секторам экономики в следующих пропорциях:
- сельское хозяйство и животноводство — 49,8 %;
- промышленность и строительство — 10,4 %;
- торговля, сферы услуг и туризма — 37,4 %;
- безработные — 2,4 %.

### Сельское хозяйство
Основные выращиваемые культуры: кукуруза, бобы, кунжут, соя, рис, арахис, бананы, манго, авокадо и папайя.

### Животноводство
В муниципалитете разводится крупный рогатый скот, свиньи, овцы и домашняя птица.

### Лесопользование
Производится заготовка древесины испанского кедра, дуба, энтеролобиума.

### Производство
Муниципалитет располагает только заводом по производству кирпича и блоков.

### Туризм
Основными местами паломничества туристов являются берега реки Сучьяте.

### Торговля
В муниципалитете работает несколько магазинов, занимающихся реализацией продуктов питания, одежды и других товаров.

### Услуги
Муниципалитет предоставляет услуги: гостиниц, ресторанов, магазинов и проката и ремонта транспорта.

## Инфраструктура
По статистическим данным 2020 года, инфраструктура развита следующим образом:
- электрификация: 98,3 %;
- водоснабжение: 60 %;
- водоотведение: 95,7 %.